# Schlageter-Nationaldenkmal

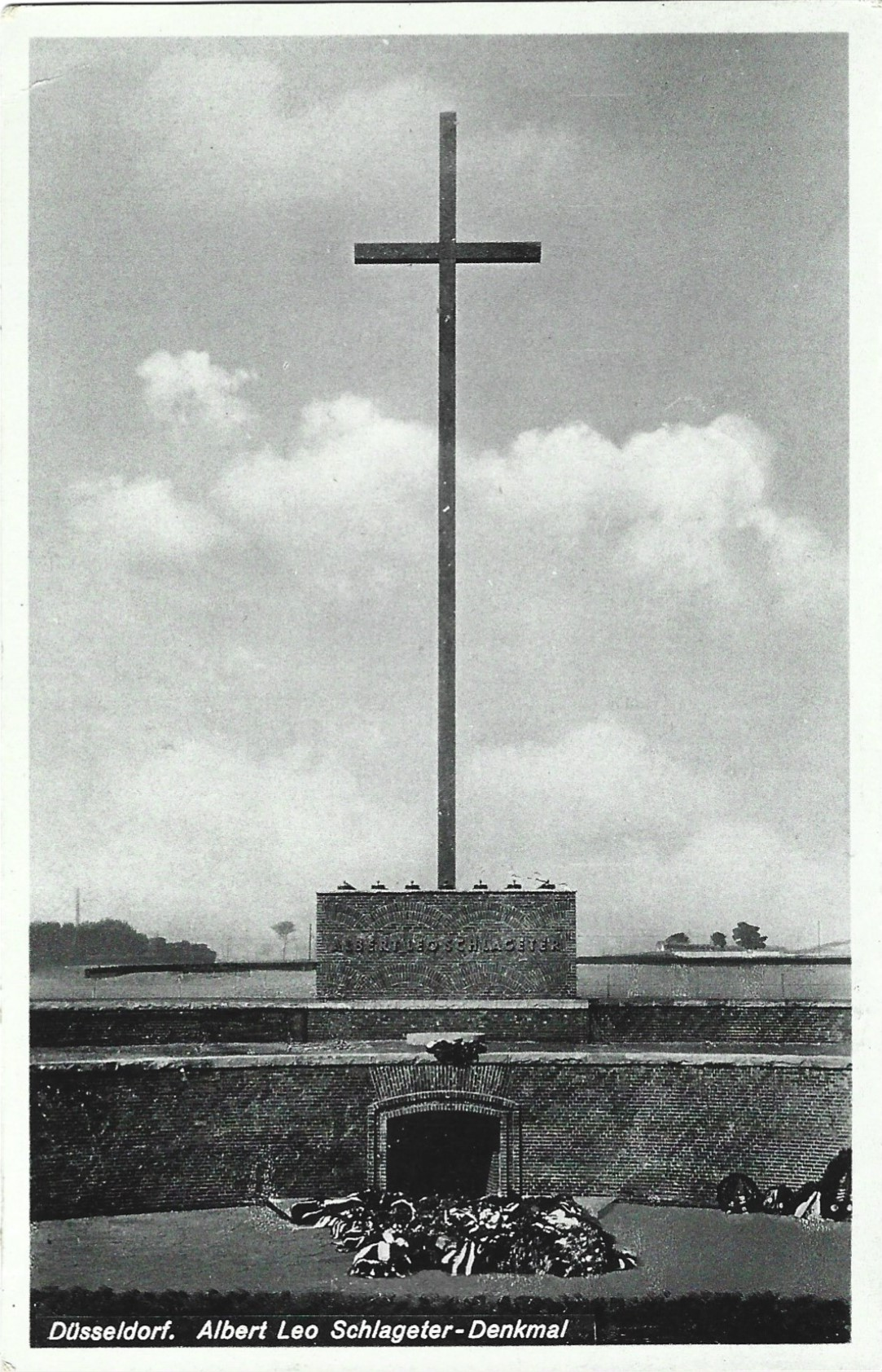
Clemens Holzmeister, Albert-Leo-Schlageter-Denkmal in der Golzheimer Heide, Düsseldorf (zeitgenössische Ansichtskarte)

Das Schlageter-Nationaldenkmal war ein vom Architekten Clemens Holzmeister entworfenes Schlageter-Denkmal in Düsseldorf-Derendorf. 

## Zusammenfassung
Das Kenotaph erinnerte an den militanten Aktivisten Albert Leo Schlageter, der während der französisch-belgischen Ruhrbesetzung wegen Spionage und mehrerer Sprengstoffanschläge am 9. Mai 1923 von einem französischen Militärgericht zum Tode verurteilt und am 26. Mai 1923 hingerichtet worden war. Der Standort des Ehrenmals lag auf der Golzheimer Heide, nördlich vom Düsseldorfer Nordfriedhof, etwa 50 m von der Stelle seiner Erschießung entfernt. Das seit 1926 geplante und am 23. Mai 1931 eingeweihte Denkmal war eine bühnenhafte Anlage aus kreisförmig angeordneten Terrassen mit einem 27 m hohen stählernen Kreuz, das auf einem rund 4 m hohen Steinsockel über einem unterirdischen Gedenkraum errichtet war. Umgeben war es von einer großen Aufmarschfläche.
Es entwickelte sich in der Zeit der Weimarer Republik und in der Zeit des Nationalsozialismus zu einem prominenten politischen Erinnerungsort und zu einem Ort politischen Totenkults. Dabei wurde Schlageters Tod von verschiedenen gesellschaftlichen, politisch meist rechts stehenden Kreisen als „Opfertod“ sowie er selbst als Held und Märtyrer mythisiert und insbesondere für Zwecke nationalkonservativer und nationalsozialistischer Propaganda genutzt. Die Initiative zu dem Denkmal war von einem Kreis um den ehemaligen Posener Oberbürgermeister und Düsseldorfer Rechtsanwalt Ernst Wilms ausgegangen. Hermann Göring, Ministerpräsident des Freistaats Preußen, erklärte das Denkmal am 28. Mai 1933 zum Nationalheiligtum. 1946 wurde es auf Beschluss der Düsseldorfer Stadtverordnetenversammlung abgerissen. An seiner Stelle wurde 1958 das von Jupp Rübsam entworfene Mahnmal Drei Nornen errichtet.

## Geschichte
Nördlich des Düsseldorfer Nordfriedhofs befanden sich auf dem Gelände eines ehemaligen Zeppelin-Flugfeldes Baracken und Munitionslager von belgischen und französischen Militäreinheiten, die diesen Standort 1921 bis 1925 im Rahmen der Ruhrbesetzung beschlagnahmt hatten. Am 26. Mai 1923 wurde auf diesem Gelände der Aktivist Albert Leo Schlageter füsiliert, nachdem er von einem französischen Militärgericht zum Tode verurteilt worden war. Der Verurteilung und Hinrichtung waren unter anderem paramilitärische Sabotageakte der im „Ruhrkampf“ engagierten „Organisation Heinz“ auf Eisenbahnlinien und seine Verhaftung am 7. April 1923 vorausgegangen. Bereits kurz nach der Exekution wurde der Ort durch ein schlichtes Holzkreuz aus Birkenstämmen markiert, dann durch ein neues Kreuz aus Eiche mit der Inschrift „An dieser Stelle wurde Albert Leo Schlageter am 26. V. 1923 von den Franzosen erschossen“. Dieses Kreuz wurde am 15. März 1929 von Unbekannten zersägt und entwendet. Auch eine „Erinnerungseiche“, die 1927 gesetzt worden war, wurde dabei gefällt. Bald nach der Hinrichtung Schlageters entwickelte sich ein „Schlageter-Kult“, insbesondere im politisch rechts stehenden Spektrum der Völkischen Bewegung, der Deutschnationalen Volkspartei und der Kreise des Nationalkonservatismus bis hinein in die Deutsche Zentrumspartei, das seinen „Opfertod“ als „Kristallisationspunkt für die weit verbreitete Ablehnung des Versailler Vertrages“ instrumentalisierte (Christian Fuhrmeister). Adolf Hitler erwähnte Schlageter bereits in seiner 1925 erschienenen Programmschrift Mein Kampf und konstruierte ihn in einer Helden-Trias mit Andreas Hofer und Johann Philipp Palm. 1933, ein Jahr, in dem die Veröffentlichungen zum Thema „Schlageter“ sprunghaft anstiegen, gelang es der NSDAP, „konkurrierende Deutungen der Katholiken (darunter insbesondere des Cartellverbands katholischer deutscher Studentenverbindungen), des Stahlhelms, des Jungdeutschen Ordens und anderer Gruppierungen auszuschließen und den Mythos von Schlageter als ‚Ersten Soldaten des Dritten Reiches‘ weithin zu verbreiten und durchzusetzen“ (Fuhrmeister).

### Entstehung und Entwicklung bis 1933

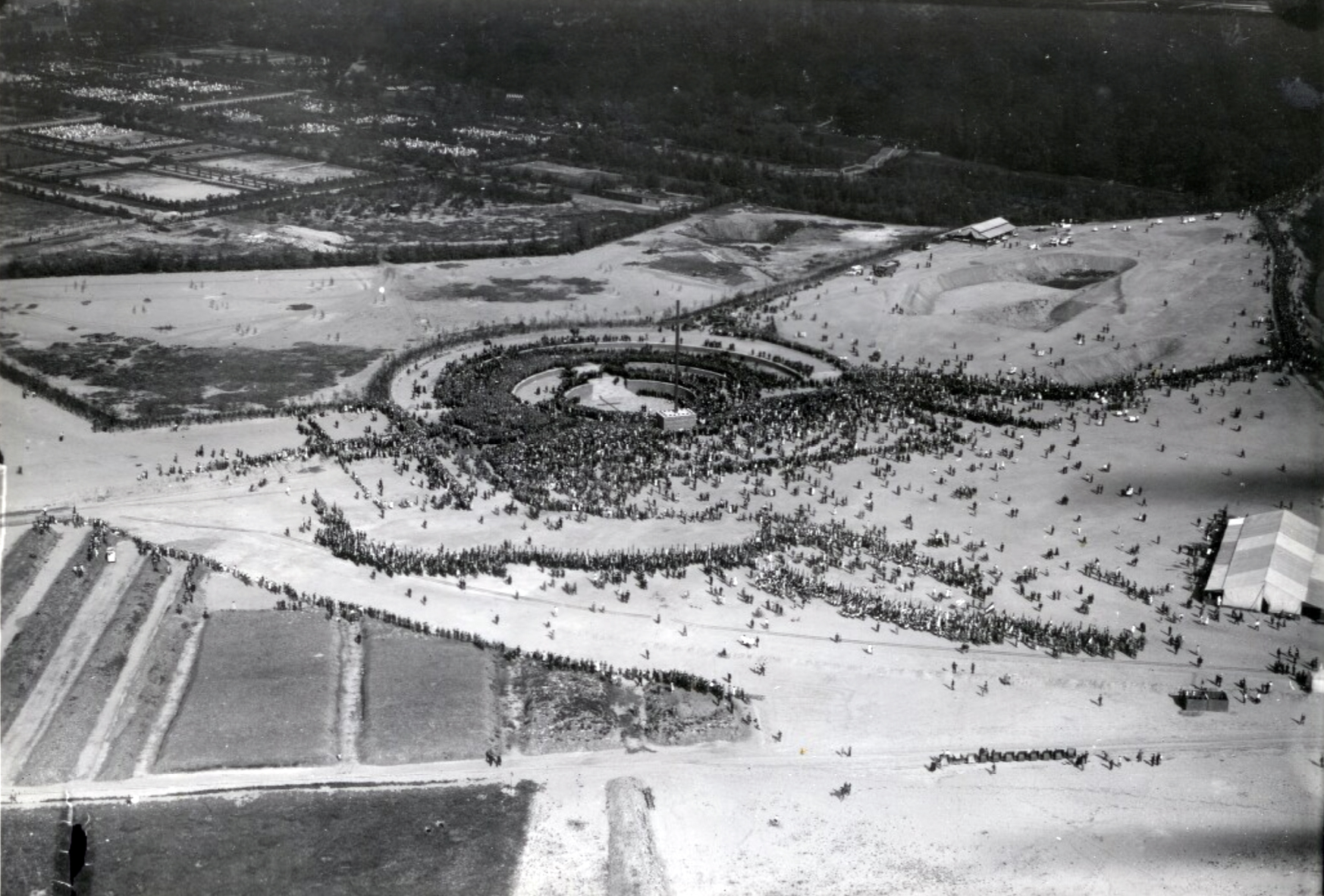
Einweihung des Schlageter-Denkmals in der Golzheimer Heide, 1931

Theo Champion: Landschaft mit Kreuz, 1932, Stadtmuseum Landeshauptstadt Düsseldorf

Am 12. Januar 1927 gründete sich im Düsseldorfer Ibach-Haus ein „Ausschuss zur Errichtung eines Schlageter-Denkmals e. V.“ aus einem bürgerlich dominierten Kreis von Befürwortern einer größeren Gedenkstätte in Düsseldorf, der sich 1926 zusammengefunden hatte. Ihr Sprecher war Ernst Wilms. Vorsitzender des Ausschusses war seit 1929 Max Schlenker, der auch Geschäftsführer des einflussreichen „Langnam-Vereins“ war. Zur Debatte stand anfangs, ein Denkmal im Stadtzentrum oder auf der Golzheimer Heide zu errichten. Der Ausschuss, dem neben Schlenker etwa auch der Kaufmann Constans Heinersdorff (1874–1936), der Düsseldorfer Oberbürgermeister Robert Lehr sowie die Industriellen Fritz Thyssen und Gustav Krupp von Bohlen und Halbach angehörten, entschloss sich, den Entwurf des katholischen österreichischen Architekten Clemens Holzmeister auf der Golzheimer Heide zu verwirklichen. Holzmeister leitete seit 1928 an der Kunstakademie Düsseldorf ein Meisteratelier für Baukunst. Sein abstrakt gehaltener Entwurf, den er 1929 in enger Abstimmung mit Schlenker und Otto Petersen erstellt hatte, sah eine in Kreisen und Halbkreisen terrassierte Bühnenarchitektur nach dem Schema eines Amphitheaters oder Altars des Vaterlands vor, dessen 4 Meter in die Erde vertieftes, 28 Meter breites Innenrund einen Zugang zu einem Gedenkraum aufwies. Der Gedenkraum war als „Gruftkammer“ mit drei Gedenksteinen ausgestattet. In der Achse des Eingangs war in einer Nische des Gedenkraum der Hauptgedenkstein für Schlageter angebracht. Er trug die Inschrift „Hier fiel, erschossen auf Frankreichs Befehl, am 26. Mai 1923 Albert Leo Schlageter für Freiheit und Frieden an Ruhr und Rhein.“ Zwei Seitennischen zeigten auf zwei weiteren Gedenksteinen die Namen, Wohnorte und Berufe der anderen „141 Opfer des Ruhrkampfes“. Über dem Gedenkraum erhob sich ein altarähnlicher Steinsockel („Steinsarkophag“), der ein 27 Meter hohes lateinisches Kreuz aus „Ruhrstahl“ trug. Auf dem 4 Meter hohen und 7 Meter breiten Steinsockel war zum Innenrund hin die Aufschrift „Albert Leo Schlageter“ und nach außen hin der Schriftzug „Den Helden des Ruhrkampfes“ angebracht. Das Kreuz sollte laut Holzmeister stehen als „Symbol des Abendlandes und seiner Kämpfe und seines Leides, Symbol des Schwures, Symbol der Millionen Kreuze auf den Gräbern der Gefallenen, für den Gläubigen vor allem aber Symbol des einzigen Trostes und Hinweises auf das Jenseits, nicht zuletzt aber auch Symbol der Versöhnung“. Schlenker und Peter Dierichsweiler, ein weiteres Mitglied des Ausschusses, erläuterten den Zweck des Denkmals so: „Die Bauidee des Denkmals enthält die Verbindung der beiden eng zusammenhängenden Gedanken der Erinnerung an Schlageter und die vielen Opfer des Rhein-Ruhrkampfes sowie der Versammlung von Massen zur weihevollen Gemeinschaftsehrung des Gedächtnisses der Helden“.
Nachdem die letzten Besatzungstruppen das Rheinland 1930 verlassen hatten, konnte die Grundsteinlegung am 11. März 1931 stattfinden. Dabei erläuterte Schlenker in einer Festrede, dass das Denkmal „ein Nationaldenkmal für alle Deutschen“ sein solle. Die Einweihung fand am Pfingstsamstag, den 23. Mai 1931, drei Tage vor dem achten Todestag Schlageters, in einer Feier mit mehreren zehntausend Teilnehmern statt, unter ihnen Gottfried Treviranus, der Reichsminister für die besetzten Gebiete als Vertreter der Reichsregierung, Vizepräsident Siegfried von Kardorff als Vertreter des Reichstages, der Reichskanzler a. D. Wilhelm Cuno sowie die Reichsminister a. D. Karl Jarres und Johann Becker.

### Entwicklung ab 1933

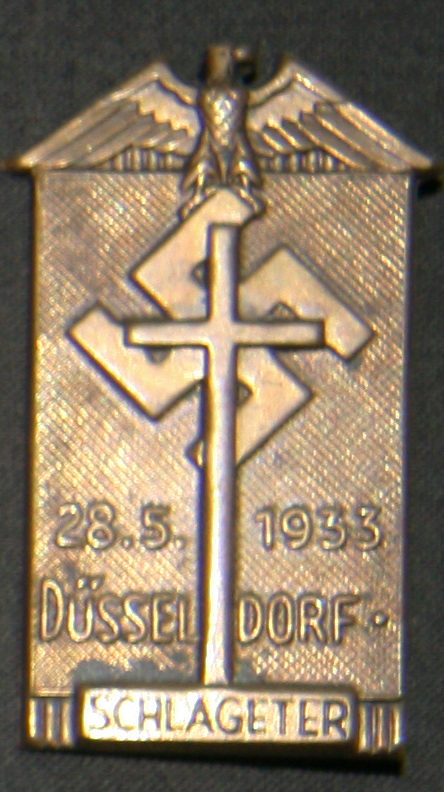
NS-Anstecker mit Abbildung des „Schlageterkreuzes“, 1933, Auckland War Memorial Museum

Zum zehnjährigen Gedenktag am 26. Mai 1933 fanden an dem Denkmal Aufmärsche und Feiern unter der Regie der nationalsozialistischen Gauleitung Düsseldorf statt, in der Presse gefeiert als „größte Feier im Rheinland, wenn nicht überhaupt in Deutschland“. Hauptredner der Hauptveranstaltung am 28. Mai 1933 war der Reichsjugendführer Baldur von Schirach. Dabei wurde das Ehrenmal von dem preußischen Ministerpräsidenten Hermann Göring, der ebenfalls eine Rede hielt, als Nationaldenkmal „offiziell“ anerkannt. Diese Zeit, in der die NS-Propaganda den „Schlageter-Kult“ ganz in ihren Dienst stellte, ging einher mit der erzwungenen Selbstauflösung des Denkmalausschusses.
Nachdem bereits 1932 damit begonnen worden war, das Denkmal mit gärtnerischen Anlagen auszustatten, fasste der Düsseldorfer Gauleiter Friedrich Karl Florian 1933 den Entschluss, das Ehrenmal zu „einer monumentalen Weihestätte des deutschen Volkes“ auszugestalten. Es sollte ein „Schlageterpark“ entstehen, der neben dem Ausbau des Ehrenmals zu einer „Thingstätte“ und Freilichtbühne für 100.000 Personen ein Ausstellungsgelände mit 70 Hektar und einen „Stadionpark“ von 60 Hektar vorsah. In den „Stadionpark“ sollte das Rheinstadion von 1925/1926 integriert werden. Auch eine Führerschule sollte mit eingeplant werden. Im Mai 1934 schrieb die Hitlerjugend für ein „Schlageterforum“ einen Wettbewerb aus, zu dem 160 Entwürfe eingingen. Das Programm der Ausschreibung gab vor, dass „die gewaltige Anlage“ auf einer Länge von 1,5 Kilometer zwischen dem „Schlageterkreuz“ und dem Rhein, „dem deutschen Schicksalsstrom“, entstehen solle. Die Jury, der unter anderem Peter Grund und Albert Speer angehörten, zeichneten die Pläne von Erich zu Putlitz, von Karl Wach und Heinrich Rosskotten sowie von Kurt Marohn und Werner Gabriel (1906–1998) mit je einem ersten Preis aus. Angekauft wurden die Entwürfe von Heinrich Timmermann, Sepp Spannmacher, Wilhelm Seidensticker und Hans Wende sowie Franz Roeckle. Weitere Architekten, die sich beteiligt hatten, waren Helmut Hentrich und Hans Heuser, Hans Junghanns, Ingo Beucker, Walter Köngeter, Walter Furthmann und Theo Pabst. Durch den Wettbewerb entwickelten sich die planerischen Vorstellungen in der Weise fort, dass in der Folgezeit von der Planung einer „Schlageterstadt“ gesprochen wurde. Damit wurde eine großmaßstäbliche städtebauliche Neuordnung des Nordens der Stadt Düsseldorf bezeichnet, deren Konzeption Gauleiter Florian in die Hände von Peter Grund legte, welcher 1935 zum NSDAP-Referenten für Städtebau aufstieg. Obwohl die von Grund entwickelten Pläne eines „Schlageterforums“ von Adolf Hitler genehmigt worden waren, wurden sie aus finanziellen Gründen nie verwirklicht. Daher verfolgten Grund und die Gauleitung ab 1935 den Ansatz, einen Teil der Planungen im Rahmen einer Industrie- und Gewerbemesse zu verwirklichen. Als Reichsausstellung „Schaffendes Volk“ kam bis 1937 eine großräumige städtebauliche Anlage zustande, die das Schlageter-Nationaldenkmal als Anknüpfungs- und Blickpunkt einer Monumentalachse bis zum Rhein auffasste.

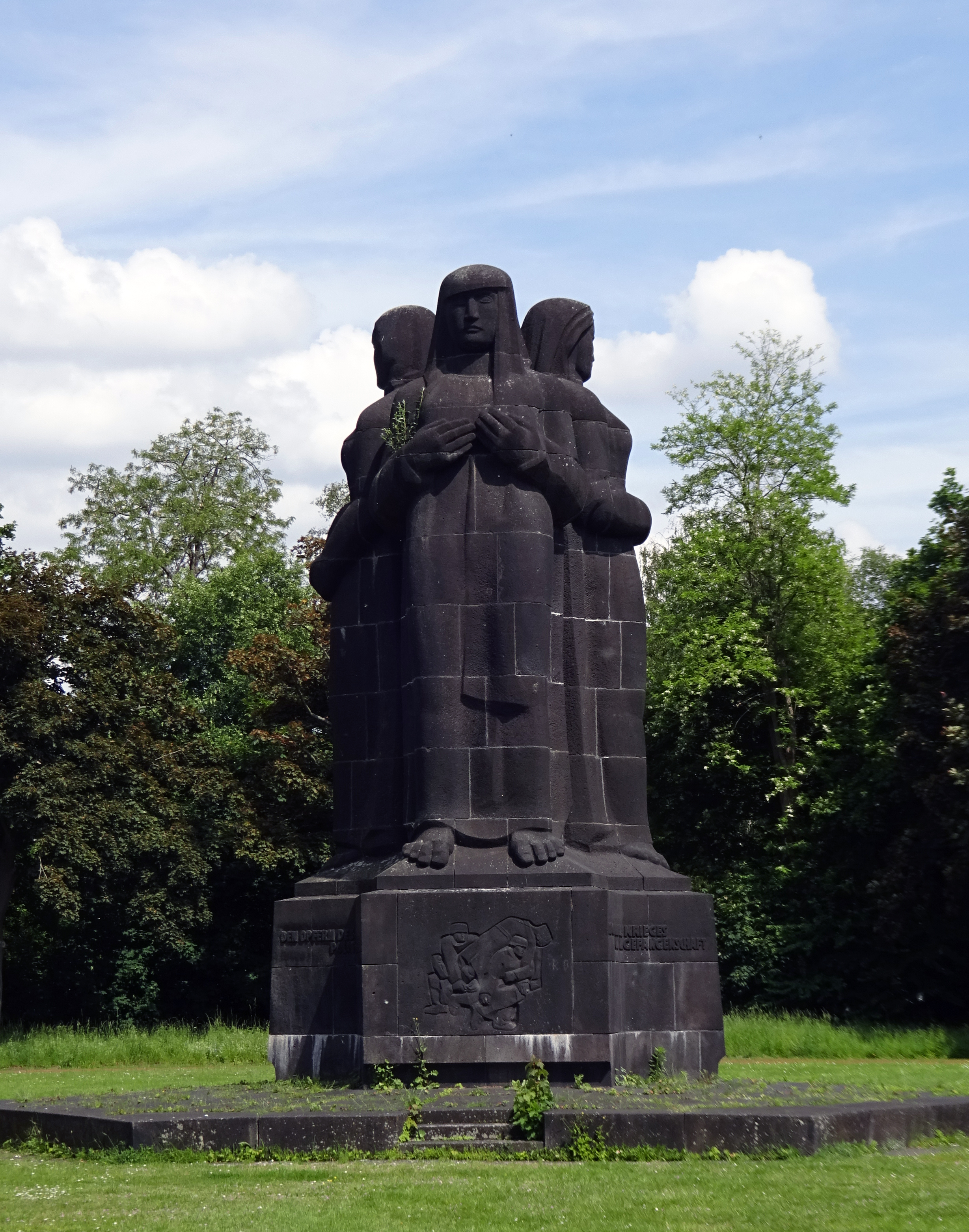
Mahnmal Drei Nornen (2019)

Nach dem Zweiten Weltkrieg fasste die Stadtverordnetenversammlung Düsseldorfs den Beschluss, das Denkmal abzureißen, ohne dass die britische Besatzungsmacht die Stadt hierzu aufgefordert hätte. Als „Mahnmal für die Opfer des Krieges und der nationalsozialistischen Gewaltherrschaft“ wurde 1958 an seiner Stelle das von Jupp Rübsam entworfene Denkmal Drei Nornen errichtet.